# Hudson Bay Passage
De Hudson Bay Passage is een zeestraat in het westen van Brits-Columbia in Canada.

## Geografie
De zeestraat is ongeveer 10 tot 15 kilometer lang en op het smalste punt ongeveer 3,4 kilometer breed. Ze ligt tussen Dundas Island in het noordwesten en Baron Island in het zuidoosten. Ze verbindt de Chatham Sound in het oosten met de Dixon Entrance in het westen.
Het waterlichaam ligt in de mariene ecoregio Noord-Amerikaans Pacifisch Fjordland.